# 风湿
風濕又稱風濕病（rheumatic disease）或風濕症（rheumatic disorder），泛指侵犯“關節”或“關節周圍軟組織”而造成慢性疼痛的一類疾病；受損的組織涵蓋：骨、軟骨、肌肉、肌腱、韌帶、筋膜、其他固有結締組織。其症狀常會間歇性發作。
風濕並非專指任何特定疾病，且至少有200種不同類型的診斷，包括：關節炎和非關節風濕症，又被稱為區域性疼痛症候群（英語：regional pain syndrome）或軟組織風濕症（英語：soft tissue rheumatism），因為風濕和軟組織疾病兩個術語間有著密切的重疊，所以有時也會以“軟組織風濕症”這個術語統稱這類疾病。綜上所述，風濕病的範疇包含了常見的：退化性關節炎、痛風性關節炎、類風濕性關節炎，以及少見的：僵直性脊椎炎、乾癬性關節炎、紅斑性狼瘡、血管炎，還有其他罕見疾病等等。
風濕這類疾病的成因眾多，但許多與免疫系統異常，或自體免疫有關。傳統醫學或中醫認為風濕由於風、寒、濕、熱等外邪侵襲人體，閉阻經脈引起，與現代醫學的概念並不相同，也因此，世界各地的傳統醫學中有多種草藥用於緩解風濕，但現代醫學對上述各種疾病分別有不同的處置方式與治療。
在醫學主題詞（MeSH）資料庫中，風濕病（Rheumatic Diseases）一辭是指結締組織疾病。致力於風濕症診斷和治療的醫學分支稱為風濕病學。

## 類型
具有慢性間歇關節痛的許多風濕病在過去被認為由感染引起的。他們的病因直到20世紀仍不清楚且無法根治，如：萊姆病（在美國北部和東北部），球蟲病或山谷熱（在美國西部）和印度的基孔肯雅熱，以及無數種感染後引起的關節炎，又被稱為反應性關節炎，例如，曾經非常普遍發生在 A 群鏈球菌感染之後的風濕熱及風濕性心臟病到很罕見的惠氏病。
目前公認的主要風濕病包括：

### 軟組織風濕症
影響關節和關節周邊結構的局部疾病和病灶，範圍包括：肌腱、韌帶及其外囊、滑液囊、疲勞性骨折、肌肉、神經壓迫症候群、皮膚病和神經節。例如：
- 頸痛（英语：Neck pain）、背痛、下背痛
- 肩、二頭肌、腕、髖、腿、膝蓋、踝及阿基里斯腱的黏液囊炎/肌腱病變
  - 粘附性肩囊炎
  - 肱骨外上髁炎，又名網球肘
  - 肱骨內上髁炎（英语：Golfer's elbow），又名高爾夫球手肘
  - 鷹嘴滑囊炎（英语：Olecranon bursitis）
- 關節囊炎
- 腱鞘炎
- 纖維肌痛
- 肌筋膜疼痛症候群

雖然這些疾病的流行病學沒有多少共同之處，但它們確實具有三個特徵：引起慢性（通常間歇的）疼痛，難以治療，且總體而言非常普遍。

### 關節病變

#### 退化性關節病變
- 骨關節炎

自體免疫引起的風濕病包括：

#### 發炎性關節病變
- 類風濕性關節炎
  - 反覆性風濕症在學理上被視為類風濕性關節炎的一類[7]。
  - 成人史迪爾氏症候群
- 脊椎關節病變
  - 僵直性脊椎炎
  - 反應性關節炎
  - 乾癬性關節炎
  - 腸病性關節病變（英语：Enteropathic arthropathy）
- 幼年型關節炎（英语：juvenile arthritis），包括：幼年特發性關節炎
- 結晶性關節病變：痛風、假性痛風
- 敗血性關節炎

### 全身性結締組織疾病
- 紅斑狼瘡／全身性紅斑狼瘡
- 埃勒斯-當洛二氏症候群
- 乾燥症
- 硬皮病（又名：全身性硬化症）
- 多發性肌炎（英语：Polymyositis）及皮肌炎
- 風濕性多肌痛症
- 綜合型結締組織疾病（英语：Mixed connective tissue disease）
- 復發性多發性軟骨炎（英语：relapsing polychondritis）[8]
- 結節病

#### 血管炎
- 血管炎
  - 顯微鏡下多血管炎
  - 查格-施特勞斯氏綜合徵，現在名為：嗜酸性肉芽腫性多血管炎
  - 肉芽腫併多發性血管炎，過去名為：韋格納肉芽腫
  - 結節性多動脈炎
  - 過敏性紫癜
  - 血清病
  - 巨細胞動脈炎，又名：顳動脈炎
  - 大動脈炎
  - 貝賽特氏症
  - 川崎氏病，又稱黏膜皮膚淋巴結症候群
  - 血栓閉塞性脈管炎，又名柏格氏病

#### 自體發炎性疾病
- 週期性發燒症候群（英语：Periodic fever syndrome）

## 治療
大量的傳統草藥曾被建議用於風濕。現代醫學，包括傳統和替代醫學，都認為不同的風濕病有不同的病因（且其中數個疾病還有有多種病因），需要不同的治療方法。
然而，主要風濕病的起始治療是鎮痛藥，如：普拿疼和包括布洛芬和萘普生在內的非類固醇消炎藥（NSAIDs）。但通常，需要更強的鎮痛藥。
古希臘人記載：蜂毒對某些類型的風濕病有益。在19世紀後期，蜜蜂和螞蟻蜇咬被當成傳統醫學的處置，且至少一位醫師發展出由反覆注射甲酸組成的療法。某些亞馬遜部落，包括佐埃人，以火蟻蜇咬當做緩解疼痛的密方。
魚肝油也已被用於治療。
根據東印度文化，苦楝樹油也已被用於治療。

## 歷史
風濕（rheumatism）一辭源於晚期拉丁語 rheumatismu，最早源自希臘語 ῥευματίζομαι 意指「因流動而受害」，其中的「rheum」譯為「眵」代表排出的任何血液或體液。
在 17 世紀前，痛風被認為是由粘性體液滲入關節引起的關節痛，痛風一辭取自源自古法語的中古英語「gote」代表「一滴，痛風，一種風濕病」，不要與今日尿酸過高引起「痛風」一辭混淆。
目前沿用的英文風濕（rheumatism）一辭始自17世紀末，因人們認為慢性關節痛是由於過多的體液（眵，rheum）流入關節引起。

## 深入閱讀
- The Rheumatology Handbook (WSPC 2012) ISBN 978-1-84816-320-1

## 外部連結
- American College of Rheumatology （页面存档备份，存于）
- National Institute of Arthritis and Musculoskeletal and Skin Diseases - US National Institute of Arthritis and Musculoskeletal and Skin Diseases